# Helen Vreeswijk
Helen Vreeswijk (Den Haag, 1 maart 1961 – Kerk-Avezaath, 31 oktober 2016) was een Nederlands jeugdauteur.

## Biografie
Vroeger had Vreeswijk het door dyslexie moeilijk op school. Ze begon met het schrijven van eigen verhalen en besloot dat ze later schrijfster of politieagente wilde worden.
Ze ging werken bij de politie en was betrokken bij bekende onderzoeken zoals de ontvoering van Toos van der Valk, de ontvoering en moord op Gerrit Jan Heijn, de Makro-afpersingszaak en de moord op de schrijver Paul Harland. Ook kwam ze regelmatig in contact met daders en slachtoffers van gedwongen prostitutie. Op 1 januari 2010 stopte ze met het politiewerk.
Haar ervaringen bij de recherche heeft de auteur gebruikt voor verhalen waarin misdaden tegen en door jonge volwassenen een grote rol spelen. De boeken zijn voor jongeren geschreven en gebaseerd op criminele gedragingen zoals ontvoeringen, jeugdbendes, sektes, loverboys, stalkers, drugs en de gevaren van chatten.
Ze gaf lezingen op scholen over werken bij de politie en de onderwerpen van haar boeken.

## Privéleven
Vreeswijk was getrouwd en moeder van twee dochters. Ze woonde in een klein dorpje in de gemeente Buren in Gelderland. In mei 2014 maakte de schrijfster bekend dat ze aan  niet te genezen borstkanker leed. Ze overleed in 2016 op 55-jarige leeftijd.